# Àrea metropolitana de Tarragona-Reus
L'Àrea Metropolitana de Tarragona és una conurbació del Camp de Tarragona que té un total de 485.314 habitants (2016) en una àrea de 830,85 km². En la qual destaquen les ciutats de Tarragona, capital de la província de Tarragona i el Camp de Tarragona, i en segon terme Reus, que aglutinen gran part població de l'àrea amb més de 100.000 habitants cadascuna. També destaca el triangle Vila-Seca-Salou-Cambrils, que aglutinen 80.000 habitants més.
L'àrea metropolitana no existeix com a tal, però últimament, a principis del 2018, s'està començant a parlar molt i a plantejar la seva formació. Arran que s'ha anunciat l'estació d'alta velocitat a l'aeroport gironí, i que l'Estació Central al sud de l'aeroport de Reus segueix desencallada, els ajuntaments de Tarragona i Reus comencen a plantejar per primera vegada una hipotètica unió del territori. Entre les veus empresarials es comença a plantejar, doncs, aquesta àrea metropolitana, que seria la segona de Catalunya, darrere de la de Barcelona. No és clar com estaria delimitat el territori, però es parla que la àrea metropolitana es troba entre Cambrils i el Vendrell i de Tarragona a Valls, amb una població de més o menys mig milió de persones.
Els municipis que la formen són:
| Municipi             | Població 2007 | Superfície km² | Densitat hab/km² |
| -------------------- | ------------- | -------------- | ---------------- |
| Constantí            | 6.183         | 31             | 197              |
| Roda de Berà         | 5.586         | 16             | 342              |
| Altafulla            | 4.415         | 7              | 638              |
| El Catllar           | 3.751         | 27             | 142              |
| Els Pallaresos       | 3.538         | 6              | 649              |
| Creixell             | 2.952         | 10             | 284              |
| El Morell            | 2.855         | 6              | 485              |
| La Pobla de Mafumet  | 1.734         | 6              | 283              |
| Vilallonga del Camp  | 1.631         | 9              | 180              |
| Vallmoll             | 1.529         | 17             | 92               |
| La Riera             | 1.453         | 9              | 166              |
| La Secuita           | 1.363         | 18             | 77               |
| Perafort             | 996           | 10             | 103              |
| La Nou de Gaià       | 461           | 4              | 108              |
| El Rourell           | 362           | 2              | 159              |
| La Masó              | 287           | 4              | 79               |
| Els Garidells        | 198           | 3              | 66               |
| Reus                 | 107.835       | 53             | 1.979,1          |
| Tarragona            | 140.323       | 62             | 2.152            |
| Torredembarra        | 14.524        | 9              | 1.677            |
| Cambrils             | 29.112        | 35,1           | 829,9            |
| Salou                | 23.398        | 15,1           | 1.552,6          |
| Vila-seca            | 18.678        | 21,8           | 857,6            |
| Mont-roig del Camp   | 10.292        | 63,6           | 161,9            |
| Riudoms              | 6.149         | 32,4           | 190              |
| La Selva del Camp    | 5.097         | 35,2           | 144,8            |
| Alcover              | 4.731         | 46,3           | 102,2            |
| Castellvell del Camp | 2.474         | 5,2            | 480,4            |
| Les Borges del Camp  | 1.965         | 8,3            | 236,2            |
| Montbrió del Camp    | 1.917         | 10,6           | 181,2            |
| Alforja              | 1.730         | 38             | 45,5             |
| Vinyols i els Arcs   | 1.594         | 10,9           | 146,4            |
| Almoster             | 1.286         | 6              | 213,3            |
| Riudecols            | 1.194         | 19,5           | 61,2             |
| Botarell             | 998           | 12             | 83,5             |
| Riudecanyes          | 973           | 17,1           | 57,1             |
| L'Aleixar            | 862           | 26,2           | 33               |
| Maspujols            | 542           | 3,6            | 151,8            |
| Duesaigües           | 234           | 13,6           | 17,2             |